# Snowid
Snowid – staropolskie imię męskie, złożone z członów Sno- ("sen") i -wid ("widzieć"). Może więc oznaczać "tego, który widzi sny".